# おもてちゃん
おもてちゃん（1996年4月17日 - ）は、北海道出身のコスプレイヤー、インフルエンサーである。

## 概要
身長152cm、血液型O型。
名前はコミックマーケットにコスプレして行った時、友達に名付けてもらったため、特に意味はないという。
台湾で人気が高く、台湾のイベントに出演する際は、中国語表記の「阿萌天」として出演している。

## 来歴
2018年、Twitterで「童貞を殺すセーター」という露出の高いセーターを着た写真を投稿し、話題になったことがきっかけで活動を開始。同年にはアパレルブランド「ｍ_ｍignon」を立ち上げた。また自身の被写体写真集『月刊おもてちゃん』を毎月リリースしている。
2022年、白田まいと2人組ユニット「more more」を結成。